# Sander Borgers
Sander Borgers (* 13. September 1917 in Den Hulst; † 1985 in Haren) war ein niederländischer Angehöriger der Waffen-SS und Kriegsverbrecher.

## Leben
Sander Borgers wurde im niederländischen Weiler Den Hulst in der damaligen Gemeinde Nieuwleusen als Sohn eines Landwirts geboren. 1932 musste die Familie den landwirtschaftlichen Betrieb aus wirtschaftlichen Gründen aufgeben und sie zogen um in die Gegend von Twente, wo der Vater in der Textilindustrie arbeitete. Sander Borgers wurde gemeinsam mit seinem Bruder Johan (20. Januar 1922 – 12. Dezember 1941) schon 1940 Mitglied in der Nationaal-Socialistische Beweging der Niederlande und die Brüder meldeten sich 1941 freiwillig zur Waffen-SS. Sie waren im Balkan im Kriegseinsatz, wo Johan Ende 1941 verstarb. Sander Borger wurde mehrfach verwundet und kam nach Lazarettaufenthalten jeweils wieder an die Front. 1943 wurde er aus dem Dienst entlassen und half bis 1944 seinem Vater bei dessen Pferdehandel. Nach seinem SS-Beitritt hatte er in Enschede geheiratet.
Gleichzeitig wurde er zum von Henk Feldmeijer geleiteten Sonderkommando Silbertanne einberufen und war in diesem für mehrere Morde an niederländischen Sympathisanten des Widerstands verantwortlich. Kurz vor der Befreiung der Niederlande durch alliierte Truppen flüchtete er nach Deutschland und arbeitete danach in der Gegend von Leer auf einem Bauernhof. Seine Frau ließ sich 1947 von ihm scheiden und er lebte mit einer neuen Partnerin zusammen, ohne noch einmal zu heiraten. In den Niederlanden wurde nach ihm gefahndet und er wurde in Abwesenheit zum Tode verurteilt. 1949 wurde er in Deutschland verhaftet und in sein Heimatland ausgeliefert. In einem Wiederaufnahmeverfahren erfolgte eine erneute Verurteilung, diesmal zu einer lebenslangen Freiheitsstrafe mit der Aberkennung der bürgerlichen Ehrenrechte. Nach dem ersten Berufungsverfahren wurde am 27. Dezember 1950 ein Strafmaß von zwölf Jahren Haft festgelegt, welches im zweiten Berufungsverfahren mit Urteil vom 31. Januar 1951 wieder auf lebenslange Haft revidiert wurde. Er war im Hochsicherheitsgefängnis in Breda inhaftiert. Am 26. Dezember 1952 gelang es ihm, gemeinsam mit den Kriegsverbrechern Herbertus Bikker (1915–2008), Klaas Carel Faber (1922–2012), Willem Polak (1915–1993), Antoine Touseul (1921–1991), Willem van der Neut (1919–1983) und Jacob de Jonge, aus dem Gefängnis zu entkommen. Er flüchtete nach Deutschland und wurde am 27. November 1952 wegen unerlaubtem Grenzübertritt verhaftet und zu einer Geldstrafe von 10,- DM verurteilt. 1956 wurde er erneut verhaftet. In die Niederlande wurde er nicht ausgeliefert, weil ausländische SS-Angehörige auf Grund eines „Führererlasses“ vom Mai 1943 die deutsche Staatsbürgerschaft erhalten hatten. Diese Rechtsauffassung wurde von den Nachkriegsjuristen geteilt. Als deutscher Staatsbürger konnte er nicht an die Niederlande ausgeliefert werden.
Borgers lebte bis zu seinem Tod in Deutschland.